# Aeolesthes externa
Aeolesthes externa är en skalbaggsart som först beskrevs av Francis Polkinghorne Pascoe 1869.  Aeolesthes externa ingår i släktet Aeolesthes och familjen långhorningar. Inga underarter finns listade i Catalogue of Life.